# Fryderyk (nagroda)
Fryderyk – polska nagroda muzyczna, przyznawana corocznie od 1995 roku przez Związek Producentów Audio-Video (ZPAV) za osiągnięcia w rodzimym przemyśle muzycznym. Od 2000 roku za wyłanianie nominowanych, a następnie laureatów odpowiedzialna jest powołana przez ZPAV Akademia Fonograficzna. Kategorie są podzielone na trzy sekcje: muzyki rozrywkowej, jazzowej i klasycznej.
Fryderyki, nazwane na cześć Fryderyka Chopina, są przyznawane w stale modyfikowanej grupie kategorii, na podstawie ogłaszanych uprzednio nominacji, ustalanych w wyniku zgłoszeń. Nagradzanymi są osoby związane z przemysłem muzycznym: artyści, kompozytorzy, autorzy, producenci muzyczni, realizatorzy dźwięku, reżyserzy nagrań i teledysków oraz twórcy opraw graficznych albumów. Nominowani i laureaci są wyłaniani w wyniku głosowania członków Akademii, którą tworzą osoby związane z branżą muzyczną. Poza kategoriami konkursowymi przyznawane są także honorowe Złote Fryderyki za całokształt twórczości.
Nagrody są wręczane podczas dorocznych ceremonii, zazwyczaj emitowanych w telewizji. Większość z nich była transmitowana przez kanały Telewizji Polskiej, ponadto wybrane gale emitowały TVN (1999, 2019, 2021–2024), TV Puls (2001) oraz Metro (2019, 2023 i 2024). Od 2007 do 2009 organizowane były dwie ceremonie, jedna dla muzyki rozrywkowej oraz druga dla muzyki jazzowej i poważnej. Od 2015 do 2024 nagrody były ponownie wręczane podczas dwóch uroczystości, jednej dla muzyki rozrywkowej i jazzowej oraz drugiej dla muzyki poważnej. Od 2025 organizowane są odrębne gale dla trzech sekcji.
Fryderyki są uznawane za najważniejsze polskie nagrody muzyczne i nazywane lokalnym odpowiednikiem amerykańskich Grammy. Katarzyna Nosowska jest najczęściej nagradzaną i najczęściej nominowaną osobą w ich historii (34 nagrody spośród 87 nominacji).

## Przyznawanie nagród
W latach 1995–1999 nominowani i laureaci Fryderyków byli wybierani przez przedstawicieli Związku Producentów Audio-Video (ZPAV).
Od 2000 roku podmiotem odpowiedzialnym za przyznawanie nagród jest Akademia Fonograficzna, powołana przez ZPAV. Liczy ona ponad 2 tysiące osób, podzielonych na trzy sekcje: muzyki rozrywkowej, jazzowej i klasycznej, przy czym każdy członek może należeć do tylko jednej z nich. W Akademii zrzeszeni są ludzie związani z przemysłem muzycznym: piosenkarze, instrumentaliści, autorzy, kompozytorzy, producenci muzyczni, realizatorzy dźwięku, reżyserzy teledysków, przedstawiciele branży fonograficznej i dziennikarze muzyczni. Grono członków jest poszerzane z każdym rokiem.
Zgłoszeń do nagród dokonują artyści, menedżerowie, wydawcy i dystrybutorzy. Na ich podstawie Akademia Fonograficzna wybiera nominowanych, przy czym każdy członek może wskazać w jednej kategorii maksymalnie trzy pozycje, przyznając im odpowiednio pięć, trzy lub jeden punkt. W wyniku głosowania przyznawane są nominacje, zwyczajowo pięć w jednej kategorii, przy czym w przypadku remisu liczba nominowanych jest zwiększana, a w przypadku liczby zgłoszeń mniejszej niż dziesięć – zmniejszana do trzech. W drugim etapie odbywa się głosowanie na zwycięzców, przy czym każdy członek może oddać maksymalnie jeden głos w każdej kategorii. Począwszy od Fryderyków 2025 tylko w kategorii artysta / artystka roku laureat jest wyłaniany nie na podstawie nominacji poprzedzanych zgłoszeniami, ale poprzez nominację w jakiejkolwiek innej kategorii. W obu etapach głosowanie odbywa się w sposób tajny, poprzez system elektroniczny (do 2009 korespondencyjnie), a każdy członek Akademii może głosować we wszystkich kategoriach ze swojej sekcji.
Akademia jest reprezentowana przez Radę Akademii Fonograficznej, która współpracuje ze ZPAV w sprawach merytorycznych. Podobnie jak cała Akademia, Rada jest podzielona na trzy sekcje. Zadaniem jej członków jest ustalanie kategorii, analiza zgłoszeń pod kątem zgodności z regulaminem, w tym ewentualne propozycje przeniesienia ich do innych kategorii, akceptowanie kandydatów do dołączenia do Akademii, a także wybór laureatów pozakonkursowych Złotych Fryderyków. Skład Rady jest wybierany na dwuletnią kadencję.

## Statuetka

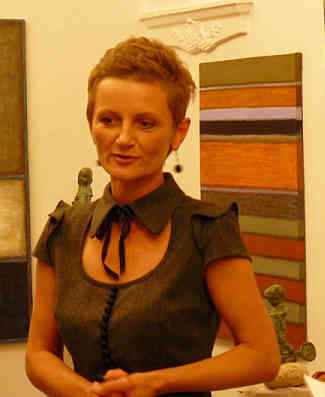
Dorota Dziekiewicz-Pilich, autorka aktualnego projektu statuetki Fryderyka

Marek Kijewski zaprojektował statuetkę na pierwszą edycję Fryderyków, przedstawiającą mężczyznę w glanach i z kolczykiem w uchu. Projekt wywołał kontrowersje, w szczególności w środowisku muzyki poważnej, ze względu na brak podobieństwa do Fryderyka Chopina. Komentatorzy zwracali uwagę na większe podobieństwo do Janusza Stokłosy. Od drugiej edycji został zmieniony wygląd statuetki, która teraz miała kształt litery F.
Kolejna modyfikacja, obowiązująca do dziś, została wprowadzona podczas czwartej edycji, Fryderyków 1997 (w 1998). Projekt wykonała Dorota Dziekiewicz-Pilich na podstawie sylwetki swojego męża, Marcina Pilicha, wzorując się na statuetce Oscara. Nagroda waży około 1,07 kg i jest wykonana z brązu, przy czym Złoty Fryderyk jest dodatkowo pozłacany.

## Historia

### 1995–2002: Powstanie i pierwsze gale
Na pomysł stworzenia Fryderyków wpadli Andrzej Horubała i Maciej Chmiel, zajmujący się w Telewizji Polskiej (TVP) rozrywką, członkowie grupy Pampersów. TVP nawiązała przy organizacji plebiscytu współpracę z Programem I Polskiego Radia, w którym koordynatorem projektu został Wojciech Trzciński. Nad organizacją nagród pracowały stowarzyszenia: Związek Producentów Audio-Video (ZPAV) i International Federation of the Phonographic Industry (IFPI), we współpracy z największymi wytwórniami muzycznymi: Izabelinem, MJM Music PL i Pomatonem. W skład grupy inicjatywnej weszli: Walter Chełstowski, Maciej Chmiel, Andrzej Horubała, Bianka Kortlan, Małgorzata Maliszewska, Andrzej Puczyński i Wojciech Trzciński. Zaproszenia do wyłaniania nominowanych i zwycięzców otrzymało 370 przedstawicieli przemysłu muzycznego: artyści, dziennikarze, krytycy i pracownicy firm fonograficznych, z czego udział wzięło 200.
Nagrody zostały nazwane Fryderykami na cześć polskiego kompozytora Fryderyka Chopina. Wywołało to oburzenie w środowisku muzyki poważnej, które nie chciało, by Chopin był kojarzony z nagrodami muzyki rozrywkowej. Narodowy Instytut Fryderyka Chopina i Związek Kompozytorów Polskich wysłały w tej sprawie listy protestacyjne do prezydenta Polski Lecha Wałęsy i prasy.
Inauguracyjna ceremonia wręczenia nagród, Fryderyki 1994, odbyła się 19 marca 1995 w Teatrze Polskim w Warszawie i była emitowana na żywo przez TVP1. W kolejnych latach Fryderyki były wręczane podczas ceremonii w Sali Kongresowej, emitowanych przez TVP1. W 1999, w wyniku braku porozumienia z TVP, gala Fryderyków 1998 została wyprodukowana we współpracy z telewizją TVN.
W grudniu 1999 Związek Producentów Audio-Video powołał Akademię Fonograficzną, zajmującą się przyznawaniem nominacji i wyłanianiem zwycięzców. Została ona podzielona na trzy sekcje: muzyki rozrywkowej, jazzowej i poważnej, a zaproszenie do dołączenia otrzymali wszyscy dotychczasowi nominowani i laureaci Fryderyków. W pierwszym roku do Akademii wstąpiło około 400 osób, w tym artyści, producenci muzyczni i przedstawiciele firm fonograficznych. W 2000, z inicjatywy Grzegorza Ciechowskiego, do jej grona dołączyli dziennikarze muzyczni.
W kolejnych latach słabło w TVP zainteresowanie organizacją Fryderyków, co było związane z faktem, że dyrektor TVP1, Sławomir Zieliński, usiłował wypromować konkurencyjne Superjedynki. W latach 2000–2002 gale wyemitowały kolejno: TVP1, TV Puls i TVP2.

### 2003–2006: Brak gali telewizyjnych
Ze względu na słabą kondycję branży muzycznej i brak zainteresowania stacji telewizyjnych, w latach 2003–2005 Fryderyki były wręczane podczas kameralnych uroczystości w Traffic Clubie w Warszawie, bez transmisji w telewizji. W 2006 TVP1 wyraziła zainteresowanie zorganizowaniem ceremonii, która ostatecznie nie doszła do skutku ze względu na problemy finansowe. Laureaci Fryderyków 2005 zostali wówczas ogłoszeni podczas transmisji w portalu internetowym Onet.pl. Statuetki zostały wręczone podczas różnych okazji lub wysłane do wytwórni muzycznych.

### 2007–2018: Ceremonie w TVP

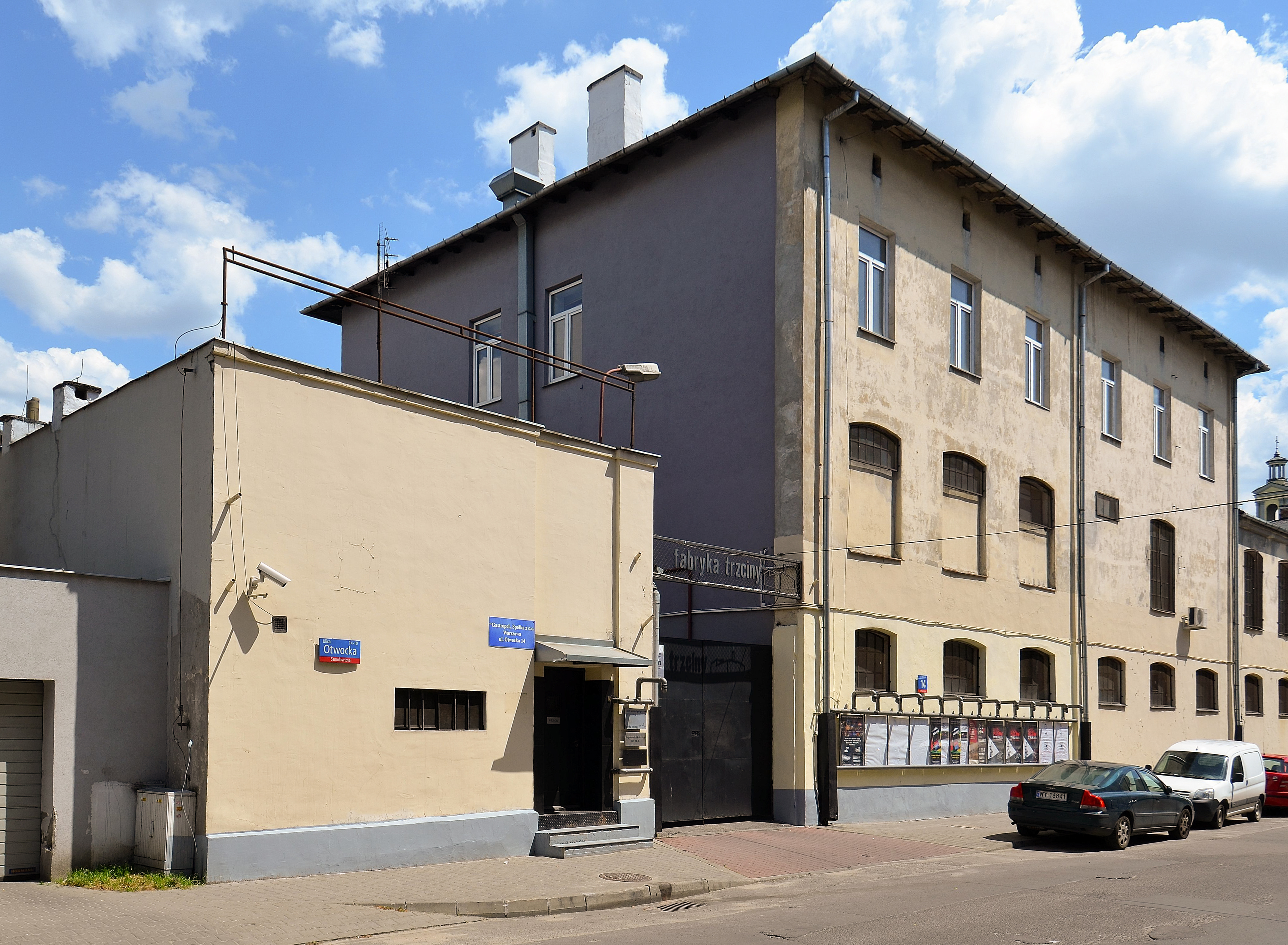
Fabryka Trzciny w Warszawie, w której odbywały się gale Fryderyków w latach 2007–2009 i 2011

23 lutego 2007 Andrzej Puczyński i Jan Chojnacki, reprezentujący zarząd ZPAV, podpisali ze Stanisławem Trzcińskim, prezesem agencji STX Jamboree, umowę w sprawie wyłącznej organizacji i promocji Fryderyków w latach 2007–2010. Ponadto przedsiębiorstwo mogło rozporządzać prawami do transmisji telewizyjnej wręczenia nagród. We wrześniu 2008 ZPAV przedłużył umowę na lata 2011–2012. Ostatecznie agencja wyprodukowała wszystkie kolejne gale do 2018.
W latach 2007–2009 wręczenie Fryderyków zostało podzielone na dwie ceremonie, odbywające się tego samego dnia. Pierwsze z nich, obejmujące sekcje muzyki poważnej i jazzowej, odbywały się w Bazylice Najświętszego Serca Jezusowego w Warszawie, zaś drugie, z kategoriami muzyki rozrywkowej, w założonej przez Trzcińskiego Fabryce Trzciny. Były emitowane przez TVP1 i TVP Kultura, na żywo lub w formie retransmisji. W 2008 zostało zmienione nazewnictwo poszczególnych ceremonii – od tej pory w tytule każdej edycji znajduje się rok aktualny, a nie poprzedni, za który przyznawane są nagrody. W 2010 został zmieniony system wyłaniania nominowanych i laureatów – od tej pory członkowie Akademii Fonograficznej oddają głosy elektronicznie, a nie korespondencyjnie, jak dotychczas. W tym samym roku ZPAV ogłosił przeniesienie gali muzyki rozrywkowej do Teatru Polskiego w Warszawie. Obie ceremonie zostały jednak odwołane z powodu żałoby narodowej po katastrofie polskiego Tu-154 w Smoleńsku i zastąpione emitowanym przez TVP1 koncertem w hołdzie ofiar, podczas którego laureaci zostali tylko odczytani.
W roku 2011 organizatorzy powrócili do formuły jednej gali, łączącej wszystkie trzy sekcje, która odbyła się w Fabryce Trzciny i była retransmitowana przez TVP1. W latach 2012–2014 ceremonie miały miejsce w warszawskich salach teatralnych, a ich emisja została przeniesiona do TVP2.
8 listopada 2012 ZPAV ogłosił, że liczba kategorii, w których przyznawane są nagrody, zostanie zmniejszona z 39 do 13, w tym 10 konkursowych i (niezmiennie) Złotych Fryderyków w każdej z trzech sekcji. Zniesione zostały podziały związane z gatunkami muzycznymi i płciami artystów. Piotr Metz, członek Rady Akademii Fonograficznej, uzasadnił tę decyzję trudnościami z klasyfikowaniem zgłaszanych propozycji i szansą na większą promocję dla nagrodzonych, dodając, że podobne zmiany zostały zastosowane przez brytyjskie Brit Awards. Ponadto ZPAV ogłosił, że nagrodzonymi w kategoriach albumów roku będą wykonawcy i producenci muzyczni, zaś w kategorii utwór roku wykonawcy, kompozytorzy i autorzy tekstów.  Zmiany zostały zastosowane po raz pierwszy podczas Fryderyków 2013. Gala Fryderyków 2014 została zorganizowana w ramach uczczenia 20-lecia plebiscytu – odbyły się podczas niej występy celebrujące jubileusz i po raz została utworzona możliwość kupienia na nią biletów.
24 listopada 2014 ZPAV ogłosił, że od Fryderyków 2015 nastąpi powrót do podziału kategorii album roku (w sekcji muzyki rozrywkowej) na kategorie odpowiadające różnym gatunkom muzycznym. Od tej samej edycji został ponownie wprowadzony podział wręczenia Fryderyków na dwie gale: jedną dla muzyki rozrywkowej i jazzowej oraz drugą dla muzyki poważnej. W latach 2015–2018 ceremonie muzyki rozrywkowej i jazzowej odbywały się w Teatrze Polskim i były retransmitowane przez TVP2. W 2015 gala muzyki poważnej miała miejsce w Sali Kolumnowej Wydziału Historii Uniwersytetu Warszawskiego, bez emisji telewizyjnej. W latach 2016–2018 ceremonie muzyki poważnej odbywały się w Studiu Koncertowym Polskiego Radia im. Witolda Lutosławskiego, z transmisją na antenie Programu II Polskiego Radia.

### 2019–2024: Fryderyk Festiwal w TVN

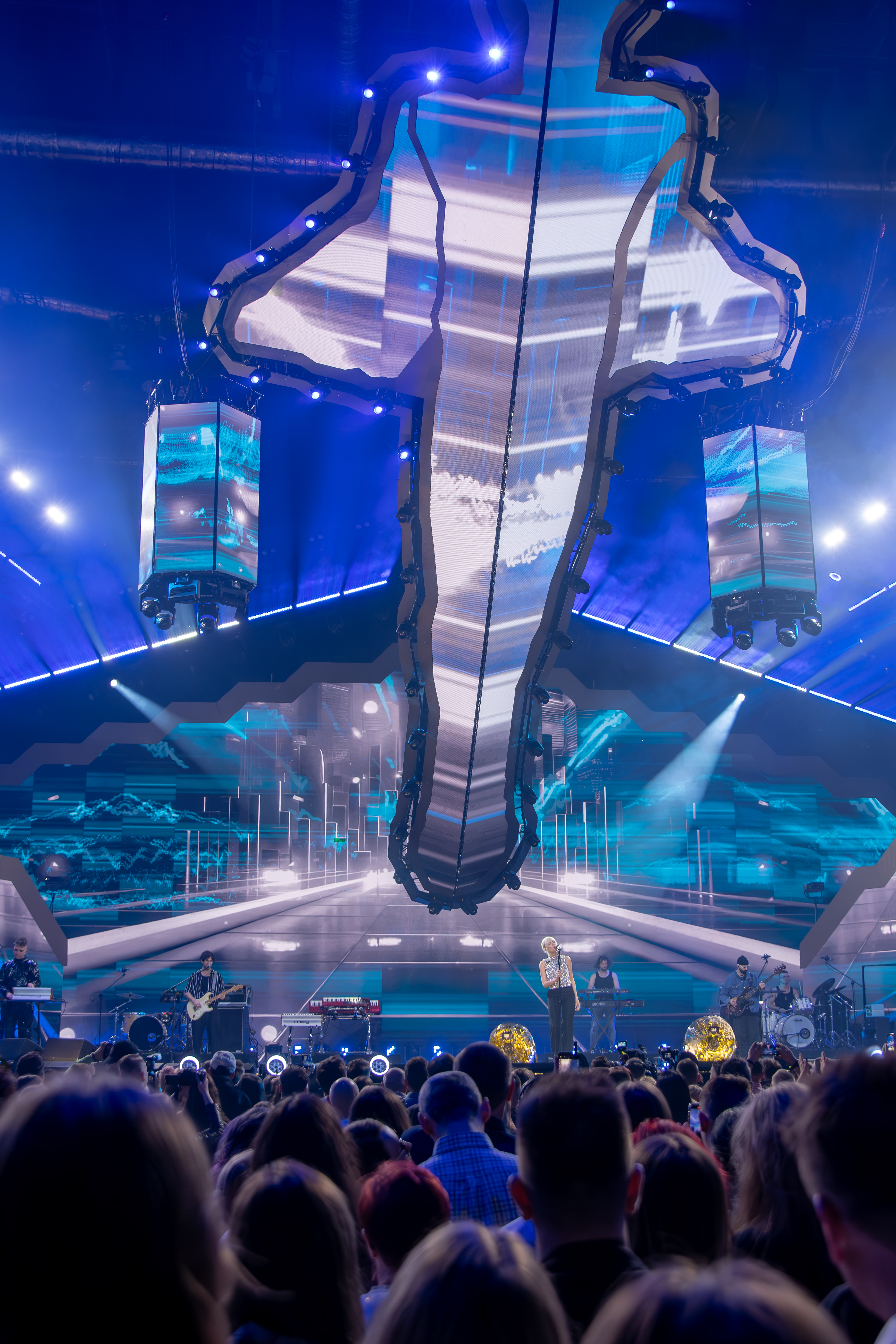
Scenografia Fryderyk Festiwalu 2024 w PreZero Arenie w Gliwicach

25 października 2018 ZPAV ogłosił zwiększenie, począwszy od Fryderyków 2019, liczby kategorii, w tym utworzenie nowych kategorii gatunkowych dla albumów roku w muzyce rozrywkowej oraz kategorii nowe wykonanie. Został także wprowadzony nowy regulamin, na mocy którego podmiotami nagradzanymi w kategoriach najlepsza oprawa graficzna i teledysk roku są tylko kolejno autorzy opraw graficznych i reżyserzy teledysków (wcześniej byli to także wykonawcy).
25 stycznia 2019 ZPAV ogłosił zmianę formuły nagród począwszy od jubileuszowej, 25. edycji Fryderyków 2019. W kolejnych latach ceremonie były organizowane w ramach Fryderyk Festiwalu, organizowanego poza Warszawą. Producentem imprez zostały agencje Live i Festival Group. Gale muzyki rozrywkowej i jazzowej odbywały się w halach sportowo-widowiskowych z udziałem widowni, która mogła kupić bilety, a ich emisja na żywo odbywała się w TVN. W 2019 festiwal miał miejsce w Katowicach, a galę muzyki poważnej wyemitowała należąca do TVN Grupy Discovery stacja Metro. W 2020 festiwal ponownie odbył się w Katowicach. Gala muzyki poważnej była emitowana przez TVP Kultura, zaś gala muzyki rozrywkowej i jazzowej została odwołana ze względu na pandemię COVID-19 w Polsce, a laureaci zostali ogłoszeni w Internecie kilka miesięcy później.
Od 2021 do 2024 producentem Fryderyk Festiwalu była agencja High Events. W latach 2021–2022 odbywał się on w Szczecinie, a gale muzyki poważnej emitowała TVP Kultura. Ze względu na problemy finansowe miasto zrezygnowało z jego dalszej organizacji. W latach 2023–2024 festiwal odbywał się w konurbacji górnośląskiej, a gale muzyki poważnej retransmitowało Metro.

### Od 2025: Trzy odrębne ceremonie i powrót do TVP
7 listopada 2024 Maciej Kutak, przewodniczący zarządu ZPAV, i Tomasz Sygut, prezes TVP, podpisali umowę w sprawie ponownej transmisji telewizyjnej Fryderyków w TVP, począwszy od 31. edycji w 2025. Równocześnie ZPAV zapowiedział zmianę nazwy sekcji muzyki poważnej na muzyki klasycznej oraz organizację odrębnych ceremonii dla wszystkich trzech sekcji, przy czym gala muzyki rozrywkowej będzie emitowana na żywo, zaś gale muzyki jazzowej i klasycznej będą retransmitowane. 12 listopada 2024 ZPAV opublikował nowy regulamin nagród oraz zapowiedział zmiany w kategoriach, w tym zastąpienie dotychczasowej kategorii utwór roku przez trzy kategorie gatunkowe: singiel roku pop, singiel roku pop alternatywny i singiel roku hip-hop. Ceremonie wręczenia Fryderyków 2025 odbyły się w trzech miastach: gala muzyki jazzowej w Warszawie, gala muzyki klasycznej w Katowicach, zaś gala muzyki rozrywkowej w Krakowie. Dwie pierwsze retransmitował kanał TVP Kultura, zaś trzecia była emitowana na żywo w TVP2.

## Kategorie

### Sekcja muzyki rozrywkowej
| Nazwa                                               | Lata                               | Opis |
| Aktualne                                            | Aktualne                           | Aktualne |
| --------------------------------------------------- | ---------------------------------- | --- |
| Artysta / artystka roku                             | 2013–2014, 2025–obecnie            | Nagroda dla wykonawcy (solisty, zespołu lub projektu artystycznego).                                                                                                |
| Fonograficzny debiut roku                           | 1994–obecnie                       | Nagroda dla wykonawcy debiutującego. |
| Album roku pop                                      | 1995–2012, 2015–obecnie            | Nagroda za album popowy (w tym pop tradycyjny, electropop, dance, folk-pop, pop-rock i piosenka poetycka).                                                          |
| Singiel roku pop                                    | 2025–obecnie                       | Nagroda za utwór popowy. |
| Album roku pop alternatywny                         | 2019–obecnie                       | Nagroda za album popu alternatywnego (w tym indie, piosenka autorska, electro, soul i R&B).                                                                         |
| Singiel roku pop alternatywny                       | 2025–obecnie                       | Nagroda za utwór popu alternatywnego. |
| Album roku hip hop                                  | 1997–2012, 2015–obecnie            | Nagroda za album hip-hopowy lub rapowany (w tym old-school hip-hop, new-school hip-hop, alternatywny hip-hop, instrumentalny hip-hop i hip-hop literacki/poetycki). |
| Singiel roku hip hop                                | 2025–obecnie                       | Nagroda za utwór hip-hopowy lub rapowany. |
| Album roku rock & blues                             | 1994–2012, 2015–obecnie            | Nagroda za album rockowy lub bluesowy (w tym hard rock, rock alternatywny, punk rock, post-punk, nowa fala i rock progresywny).                                     |
| Album roku muzyka alternatywna                      | 1995–2012, 2015–obecnie            | Nagroda za album alternatywny (w tym muzyka eksperymentalna, muzyka instrumentalna, muzyka elektroniczna i ambient).                                                |
| Album roku metal                                    | 1997–2004, 2009–2012, 2019–obecnie | Nagroda za album metalowy (w tym black metal, death metal, thrash metal, metal alternatywny, folk metal, nu metal i metal symfoniczny).                             |
| Album roku muzyka korzeni                           | 1995–1996, 2000–2012, 2015–obecnie | Nagroda za album muzyki folkowej (w tym muzyka tradycyjna, folklor, folk alternatywny, world music i reggae).                                                       |
| Album roku muzyka ilustracyjna                      | 2000–2001, 2011–2012, 2019–obecnie | Nagroda za album z muzyką ilustracyjną, nagraną na potrzeby filmu, spektaklu, serialu, gry komputerowej lub innego projektu artystycznego.                          |
| Teledysk roku                                       | 1994–2012, 2015–obecnie            | Nagroda za teledysk. |
| Dawne                                               |                                    | |
| Artystka roku                                       | 1994–2012, 2022–2024               | Nagroda dla wykonawcy solowego płci żeńskiej. |
| Artysta roku                                        | 1994–2012, 2022–2024               | Nagroda dla wykonawcy solowego płci męskiej. |
| Zespół / projekt artystyczny roku                   | 1994–2012, 2022–2024               | Nagroda dla zespołu muzycznego lub grupowego projektu muzycznego.                                                                                                   |
| Kompozytor / kompozytorka / team kompozytorski roku | 1994–2012, 2019–2024               | Nagroda dla kompozytorów. |
| Autor / autorka / team autorski roku                | 1994–2012, 2019–2024               | Nagroda dla autorów tekstów. |
| Producent / producentka / team producencki roku     | 1995–2001, 2020–2024               | Nagroda dla producentów muzycznych. |
| Realizator dźwięku roku                             | 1994, 1997–2001                    | Nagroda dla realizatorów dźwięku. |
| Aranżer roku                                        | 1996                               | Nagroda dla aranżerów. |
| Produkcja muzyczna roku                             | 2002–2012                          | Nagroda za produkcję muzyczną albumu lub utworu. |
| Utwór roku                                          | 1994–2024                          | Nagroda za utwór (dowolnego gatunku). |
| Album roku                                          | 2013–2014                          | Nagroda za album (dowolnego gatunku). |
| Album roku elektronika                              | 1994–2012, 2017–2024               | Nagroda za album muzyki elektronicznej lub tanecznej. |
| Album roku piosenka poetycka i literacka            | 1994–2012, 2019–2024               | Nagroda za album piosenki poetyckiej lub poezji śpiewanej. |
| Album roku blues                                    | 2009–2012, 2019–2024               | Nagroda za album bluesowy. |
| Album roku muzyka dziecięca                         | 2019–2020, 2023–2024               | Nagroda za album z muzyką dziecięcą. |
| Album roku soul, R’n’B, gospel                      | 2021                               | Nagroda za album soulowy, R&B lub gospel. |
| Album roku soul / R&B / reggae                      | 2024                               | Nagroda za album soulowy, R&B lub reggae. |
| Najlepszy album zagraniczny                         | 1994–2012, 2019                    | Nagroda za album nagrany przez niepolskich artystów. |
| Album roku reedycje / nagrania archiwalne           | 2001–2004                          | Nagroda za album zawierający materiał publikowany wcześniej. |
| Najlepsze nowe wykonanie                            | 2019–2024                          | Nagroda za cover lub nową interpretację. |
| Najlepsze nagranie koncertowe                       | 2023–2024                          | Nagroda za album koncertowy. |
| Najlepsza oprawa graficzna                          | 2005–2012, 2019                    | Nagroda za oprawę graficzną albumu. |
| Koncert roku                                        | 1994                               | Nagroda za koncert. |
| Wydarzenie roku                                     | 1994                               | Nagroda za wydarzenie. |

### Sekcja muzyki jazzowej
| Nazwa                                                              | Lata                    | Opis                                                                |
| Aktualne                                                           | Aktualne                | Aktualne                                                            |
| ------------------------------------------------------------------ | ----------------------- | ------------------------------------------------------------------- |
| Jazzowy artysta / artystka roku                                    | 1997–obecnie            | Nagroda dla wykonawcy.                                              |
| Fonograficzny debiut roku jazz                                     | 2009–obecnie            | Nagroda dla wykonawcy debiutującego.                                |
| Jazzowy kompozytor / kompozytorka roku                             | 2011–2012, 2025–obecnie | Nagroda dla kompozytorów.                                           |
| Album roku jazz                                                    | 1994–obecnie            | Nagroda za album jazzowy.                                           |
| Album roku jazz eksperymentalny / współczesna muzyka improwizowana | 2025–obecnie            | Nagroda za album jazzu eksperymentalnego lub muzyki improwizowanej. |

### Sekcja muzyki klasycznej
| Nazwa                                            | Lata            | Opis |
| Aktualne                                         | Aktualne        | Aktualne |
| ------------------------------------------------ | --------------- | --- |
| Najwybitniejsze nagranie muzyki polskiej         | 2001–obecnie    | Nagroda za album z muzyką polską. |
| Album roku recital solowy                        | 1995–obecnie    | Nagroda za album z recitalem solowym.                                                                                                 |
| Album roku muzyka kameralna – duety              | 2022–obecnie    | Nagroda dla albumu z muzyką kameralną, nagraną w duecie.                                                                              |
| Album roku muzyka kameralna – większe składy     | 2022–obecnie    | Nagroda dla albumu z muzyką kameralną, nagraną w więcej niż dwie osoby.                                                               |
| Album roku muzyka kameralna – wokalna            | 2024–obecnie    | Nagroda dla albumu z wokalną muzyką kameralną.                                                                                        |
| Album roku muzyka współczesna                    | 1996–obecnie    | Nagroda za album z muzyką współczesną (skomponowaną przez maksymalnie ostatnie 10 lat).                                               |
| Album roku muzyka dawna                          | 1996–obecnie    | Nagroda za album z muzyką dawną (skomponowaną do 1800 roku), nagrany z zastosowaniem instumentów z epoki lub ich współczesnych kopii. |
| Album roku muzyka orkiestrowa                    | 2020–obecnie    | Nagroda za album z muzyką orkiestrową (z co najmniej 12 wykonawcami).                                                                 |
| Album roku muzyka koncertująca                   | 2020–obecnie    | Nagroda za album z muzyką koncertową, nagraną przez orkiestrę z udziałem solistów instrumentalistów.                                  |
| Album roku muzyka oratoryjna i operowa           | 2020–obecnie    | Nagroda dla albumu z oratorium lub operą.                                                                                             |
| Album roku muzyka chóralna                       | 2020–obecnie    | Nagroda dla albumu z muzyką chóralną.                                                                                                 |
| Album roku klasyka – crossover                   | 2025–obecnie    | Nagroda dla albumu z klasyczną muzyką crossoverową.                                                                                   |
| Dawne                                            |                 | |
| Album roku                                       | 1994, 2013      | Nagroda za album (dowolnego gatunku).                                                                                                 |
| Artysta roku                                     | 2013–2014       | Nagroda dla wykonawców. |
| Fonograficzny debiut roku                        | 2008–2012       | Nagroda dla wykonawcy debiutującego.                                                                                                  |
| Kompozytor roku                                  | 1995, 2008–2012 | Nagroda dla kompozytora. |
| Album roku muzyka symfoniczna i koncertująca     | 1995–2019       | Nagroda za album z muzyką symfoniczną.                                                                                                |
| Album roku muzyka kameralna                      | 1995–2021       | Nagroda za album z muzyką kameralną (od 2 do 11 równorzędnych wykonawców).                                                            |
| Album roku opera, operetka, balet                | 1998–2013       | Nagroda za album z muzyką wokalną (w tym recital, opera, operetka i balet).                                                           |
| Album roku muzyka chóralna, oratoryjna i operowa | 2008–2019       | Nagroda dla albumu z muzyką chóralną, oratorium lub operą.                                                                            |
| Najlepszy album polski za granicą                | 2012–2023       | Nagroda dla albumu wydanego poza Polską, z muzyką skomponowaną przez Polaków.                                                         |
| Album roku nagrania archiwalne                   | 2004, 2006      | Nagroda za album zawierający materiał publikowany co najmniej 20 lat wcześniej.                                                       |

### Nagroda specjalna
- Złoty Fryderyk (1999–obecnie)

## Lista edycji
| Lp. | Nazwa          | Ogłoszenie laureatów | Ogłoszenie laureatów | Ogłoszenie laureatów                    | Ogłoszenie laureatów | Ogłoszenie laureatów                                                                                    | Ogłoszenie laureatów | Źr.                                    |
| Lp. | Nazwa          | Sekcje               | Data                 | Miejsce                                 | Miejscowość          | Prowadzący                                                                                              | Emisja               | Źr.                                    |
| --- | -------------- | -------------------- | -------------------- | --------------------------------------- | -------------------- | --- | -------------------- | -------------------------------------- |
| 1   | Fryderyki 1994 | —                    | 19 marca 1995        | Teatr Polski                            | Warszawa             | Kora, Marek Niedźwiecki                                                                                 | TVP1                 | [ 69 ] [ 12 ]                          |
| 2   | Fryderyki 1995 | —                    | 19 marca 1996        | Sala Kongresowa                         | Warszawa             | Kora, Marek Niedźwiecki                                                                                 | TVP1                 | [ 70 ] [ 12 ]                          |
| 3   | Fryderyki 1996 | —                    | 5 kwietnia 1997      | Sala Kongresowa                         | Warszawa             | Artur Orzech                                                                                            | TVP1                 | [ 71 ] [ 12 ]                          |
| 4   | Fryderyki 1997 | —                    | 18 kwietnia 1998     | Sala Kongresowa                         | Warszawa             | Artur Orzech                                                                                            | TVP1                 | [ 72 ] [ 12 ]                          |
| 5   | Fryderyki 1998 | —                    | 10 kwietnia 1999     | Sala Kongresowa                         | Warszawa             | Basia                                                                                                   | TVN                  | [ 73 ] [ 12 ] [ 13 ]                   |
| 6   | Fryderyki 1999 | —                    | 24 maja 2000         | Sala Kongresowa                         | Warszawa             | Artur Orzech                                                                                            | TVP1                 | [ 16 ] [ 12 ]                          |
| 7   | Fryderyki 2000 | —                    | 18 marca 2001        | Sala Kongresowa                         | Warszawa             | Maciej Stuhr, Bogusław Kaczyński                                                                        | TV Puls              | [ 74 ] [ 12 ] [ 17 ]                   |
| 8   | Fryderyki 2001 | —                    | 23 kwietnia 2002     | Sala Kongresowa                         | Warszawa             | Grażyna Torbicka, Kayah                                                                                 | TVP2                 | [ 75 ] [ 18 ]                          |
| 9   | Fryderyki 2002 | —                    | 1 kwietnia 2003      | Traffic Club                            | Warszawa             | Hirek Wrona                                                                                             | —                    | [ 76 ] [ 20 ]                          |
| 10  | Fryderyki 2003 | —                    | 9 marca 2004         | Traffic Club                            | Warszawa             | Hirek Wrona                                                                                             | —                    | [ 77 ] [ 21 ]                          |
| 11  | Fryderyki 2004 | —                    | 15 marca 2005        | Traffic Club                            | Warszawa             | Hirek Wrona                                                                                             | —                    | [ 78 ] [ 22 ]                          |
| 12  | Fryderyki 2005 | —                    | 30 marca 2006        | —                                       | —                    | — | —                    | [ 79 ] [ 23 ]                          |
| 13  | Fryderyki 2006 | R                    | 17 kwietnia 2007     | Fabryka Trzciny                         | Warszawa             | Tomasz Kammel, Maciej Ulewicz                                                                           | TVP1                 | [ 80 ] [ 33 ]                          |
| 13  | Fryderyki 2006 | K+J                  | 17 kwietnia 2007     | Bazylika Najświętszego Serca Jezusowego | Warszawa             | Tomasz Kammel, Maciej Ulewicz                                                                           | TVP1                 | [ 80 ] [ 33 ]                          |
| 14  | Fryderyki 2008 | R                    | 7 kwietnia 2008      | Fabryka Trzciny                         | Warszawa             | Marek Niedźwiecki, Kayah                                                                                | TVP1                 | [ 81 ] [ 82 ]                          |
| 14  | Fryderyki 2008 | K+J                  | 7 kwietnia 2008      | Bazylika Najświętszego Serca Jezusowego | Warszawa             | Iwona Schymalla                                                                                         | TVP Kultura TVP1     | [ 81 ] [ 82 ]                          |
| 15  | Fryderyki 2009 | R                    | 20 kwietnia 2009     | Fabryka Trzciny                         | Warszawa             | Tomasz Kammel, Radosław Brzózka                                                                         | TVP1                 | [ 83 ] [ 36 ] [ 84 ]                   |
| 15  | Fryderyki 2009 | K+J                  | 20 kwietnia 2009     | Bazylika Najświętszego Serca Jezusowego | Warszawa             | Marta Perchuć-Burzyńska, Artur Ruciński                                                                 | TVP Kultura          | [ 83 ] [ 36 ] [ 84 ]                   |
| 16  | Fryderyki 2010 | —                    | 19 kwietnia 2010     | Bazylika Najświętszego Serca Jezusowego | Warszawa             | Iwona Schymalla, Artur Orzech                                                                           | TVP1                 | [ 87 ] [ 88 ]                          |
| 17  | Fryderyki 2011 | —                    | 9 maja 2011          | Fabryka Trzciny                         | Warszawa             | — | TVP1                 | [ 89 ] [ 38 ]                          |
| 18  | Fryderyki 2012 | —                    | 26 kwietnia 2012     | Teatr Dramatyczny                       | Warszawa             | Grażyna Torbicka, Piotr Metz                                                                            | TVP2                 | [ 90 ] [ 39 ]                          |
| 19  | Fryderyki 2013 | —                    | 25 kwietnia 2013     | Teatr Polski                            | Warszawa             | Grażyna Torbicka, Artur Orzech, Piotr Metz                                                              | TVP Kultura TVP2     | [ 91 ] [ 92 ] [ 40 ]                   |
| 20  | Fryderyki 2014 | —                    | 24 kwietnia 2014     | Sala Kongresowa                         | Warszawa             | Kayah, Tomasz Kammel                                                                                    | TVP2                 | [ 93 ] [ 41 ]                          |
| 21  | Fryderyki 2015 | R+J                  | 23 kwietnia 2015     | Teatr Polski                            | Warszawa             | Tomson, Baron                                                                                           | TVP2                 | [ 94 ] [ 95 ] [ 96 ]                   |
| 21  | Fryderyki 2015 | K                    | 23 kwietnia 2015     | Sala Kolumnowa Wydziału Historii UW     | Warszawa             | Piotr Polk, Andrzej Puczyński                                                                           | —                    | [ 94 ] [ 95 ] [ 96 ]                   |
| 22  | Fryderyki 2016 | R+J                  | 20 kwietnia 2016     | Teatr Polski                            | Warszawa             | Tomasz Kammel, Marita Albán Juárez                                                                      | TVP2                 | [ 97 ] [ 44 ]                          |
| 22  | Fryderyki 2016 | K                    | 21 kwietnia 2016     | Studio Koncertowe Polskiego Radia       | Warszawa             | Barbara Schabowska, Paweł Sztompke                                                                      | PR2                  | [ 97 ] [ 44 ]                          |
| 23  | Fryderyki 2017 | K                    | 24 kwietnia 2017     | Studio Koncertowe Polskiego Radia       | Warszawa             | Jacek Hawryluk                                                                                          | PR2                  | [ 98 ] [ 99 ]                          |
| 23  | Fryderyki 2017 | R+J                  | 26 kwietnia 2017     | Teatr Polski                            | Warszawa             | Tomasz Kammel                                                                                           | TVP2                 | [ 98 ] [ 99 ]                          |
| 24  | Fryderyki 2018 | K                    | 16 kwietnia 2018     | Studio Koncertowe Polskiego Radia       | Warszawa             | Jacek Hawryluk                                                                                          | PR2                  | [ 100 ] [ 46 ] [ 101 ]                 |
| 24  | Fryderyki 2018 | R+J                  | 24 kwietnia 2018     | Teatr Polski                            | Warszawa             | Agnieszka Szydłowska, Piotr Metz                                                                        | TVP Kultura TVP2     | [ 100 ] [ 46 ] [ 101 ]                 |
| 25  | Fryderyki 2019 | R+J                  | 9 marca 2019         | Międzynarodowe Centrum Kongresowe       | Katowice             | Magda Mołek, Rafał Pacześ                                                                               | TVN                  | [ 102 ] [ 103 ] [ 50 ]                 |
| 25  | Fryderyki 2019 | K                    | 12 marca 2019        | NOSPR                                   | Katowice             | Gabi Drzewiecka, Robert Kamyk                                                                           | Metro                | [ 102 ] [ 103 ] [ 50 ]                 |
| 26  | Fryderyki 2020 | K                    | 8 marca 2020         | NOSPR                                   | Katowice             | Agata Kwiecińska, Marcin Majchrowski                                                                    | TVP Kultura          | [ 104 ] [ 105 ] [ 51 ] [ 106 ]         |
| 26  | Fryderyki 2020 | R+J                  | 1 października 2020  | —                                       | —                    | — | —                    | [ 104 ] [ 105 ] [ 51 ] [ 106 ]         |
| 27  | Fryderyki 2021 | K                    | 26 czerwca 2021      | Opera na Zamku                          | Szczecin             | Katarzyna Sanocka, Andrzej Sułek                                                                        | TVP Kultura          | [ 108 ] [ 56 ] [ 54 ]                  |
| 27  | Fryderyki 2021 | R+J                  | 5 sierpnia 2021      | Netto Arena                             | Szczecin             | Marcin Prokop, Gabi Drzewiecka, Mery Spolsky, Robert Karpowicz                                          | TVN                  | [ 108 ] [ 56 ] [ 54 ]                  |
| 28  | Fryderyki 2022 | K                    | 22 kwietnia 2022     | Opera na Zamku                          | Szczecin             | Katarzyna Sanocka, Andrzej Sułek                                                                        | TVP Kultura          | [ 109 ] [ 57 ] [ 55 ]                  |
| 28  | Fryderyki 2022 | R+J                  | 29 kwietnia 2022     | Netto Arena                             | Szczecin             | Gabi Drzewiecka, Agnieszka Woźniak-Starak, Damian Michałowski, Agnieszka Kołodziejska                   | TVN                  | [ 109 ] [ 57 ] [ 55 ]                  |
| 29  | Fryderyki 2023 | R+J                  | 22 kwietnia 2023     | Arena Gliwice                           | Gliwice              | Paulina Krupińska, Gabi Drzewiecka, Wojciech Łozowski, Marcin Prokop, Radosław Mróz, Aleksandra Filipek | TVN                  | [ 110 ] [ 111 ] [ 112 ] [ 61 ]         |
| 29  | Fryderyki 2023 | K                    | 27 kwietnia 2023     | Mediateka                               | Tychy                | Mariusz Gradowski                                                                                       | Metro                | [ 110 ] [ 111 ] [ 112 ] [ 61 ]         |
| 30  | Fryderyki 2024 | R+J                  | 22 marca 2024        | PreZero Arena                           | Gliwice              | Karina Nicińska, Bartosz Sąder, Aleksandra Filipek, Gabi Drzewiecka, Marcin Prokop, Mery Spolsky        | TVN                  | [ 113 ] [ 114 ] [ 115 ] [ 62 ] [ 116 ] |
| 30  | Fryderyki 2024 | K                    | 28 kwietnia 2024     | NOSPR                                   | Katowice             | Katarzyna Sanocka, Robert Kamyk                                                                         | Metro                | [ 113 ] [ 114 ] [ 115 ] [ 62 ] [ 116 ] |
| 31  | Fryderyki 2025 | J                    | 23 marca 2025        | Muzeum Historii Żydów Polskich Polin    | Warszawa             | Roch Siciński, Aga Zaryan                                                                               | TVP Kultura          | [ 64 ] [ 65 ] [ 66 ] [ 67 ]            |
| 31  | Fryderyki 2025 | K                    | 30 marca 2025        | NOSPR                                   | Katowice             | Artur Orzech, Katarzyna Sanocka                                                                         | TVP Kultura          | [ 64 ] [ 65 ] [ 66 ] [ 67 ]            |
| 31  | Fryderyki 2025 | R                    | 5 kwietnia 2025      | Tauron Arena                            | Kraków               | Gabi Drzewiecka                                                                                         | TVP2                 | [ 64 ] [ 65 ] [ 66 ] [ 67 ]            |

## Statystyki

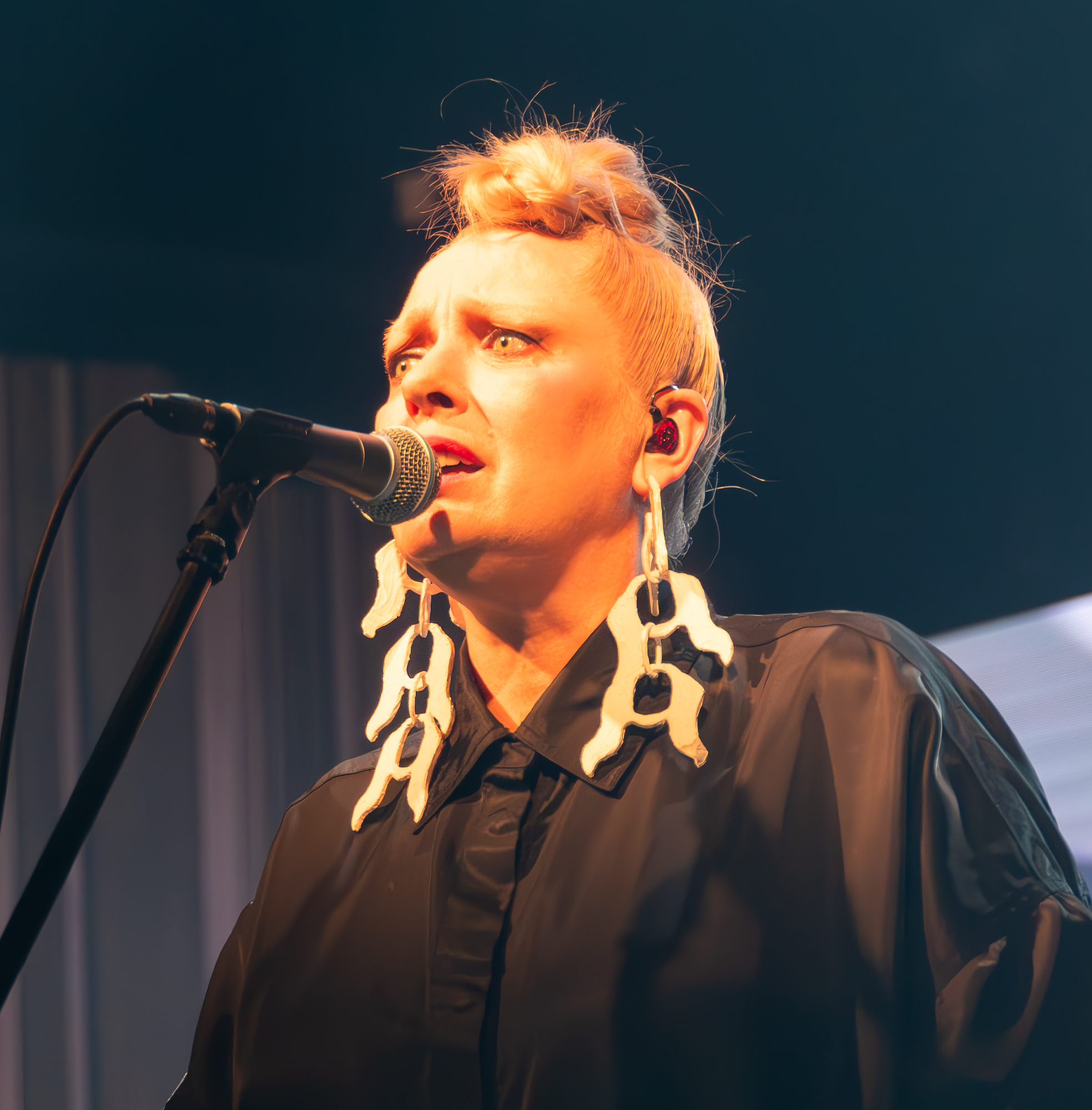
Katarzyna Nosowska, najczęściej nagradzana (34 nagrody) i najczęściej nominowana (87 nominacji) osoba

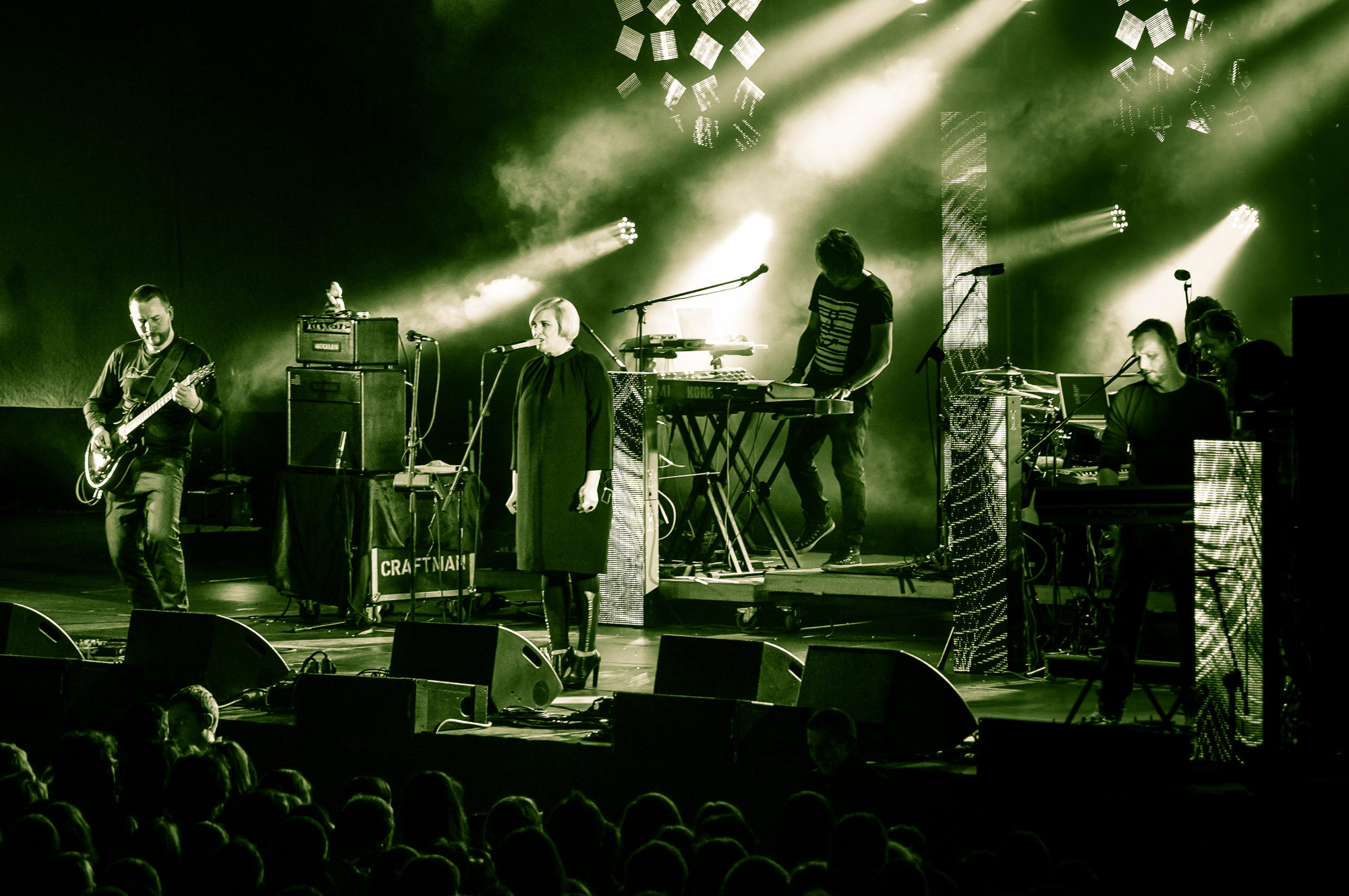
Hey, najczęściej nagradzany (16 nagród) i najczęściej nominowany (37 nominacji) zespół

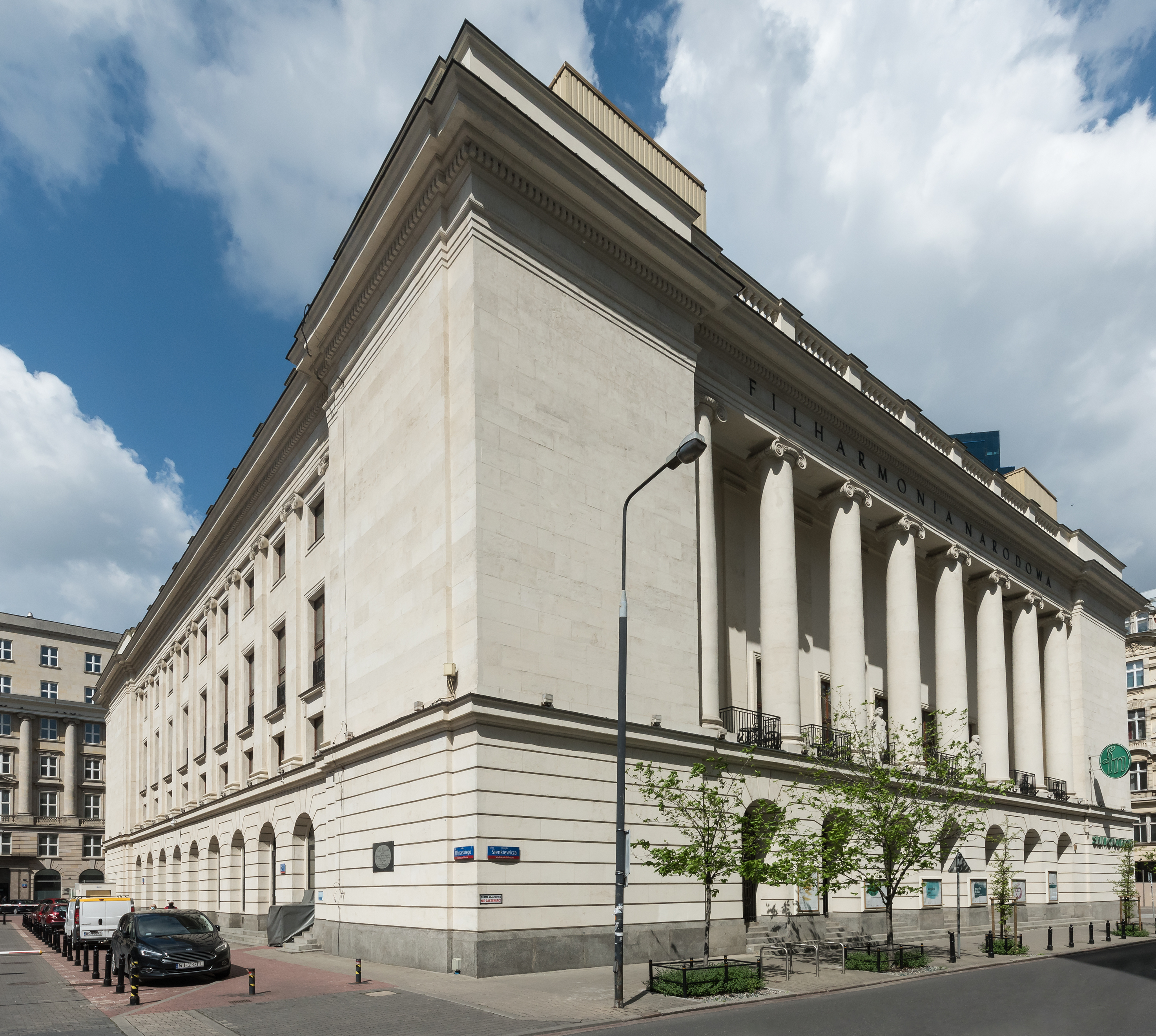
Filharmonia Narodowa, prowadząca najczęściej nagradzaną (15 nagród) i najczęściej nominowaną (51 nominacji) orkiestrę

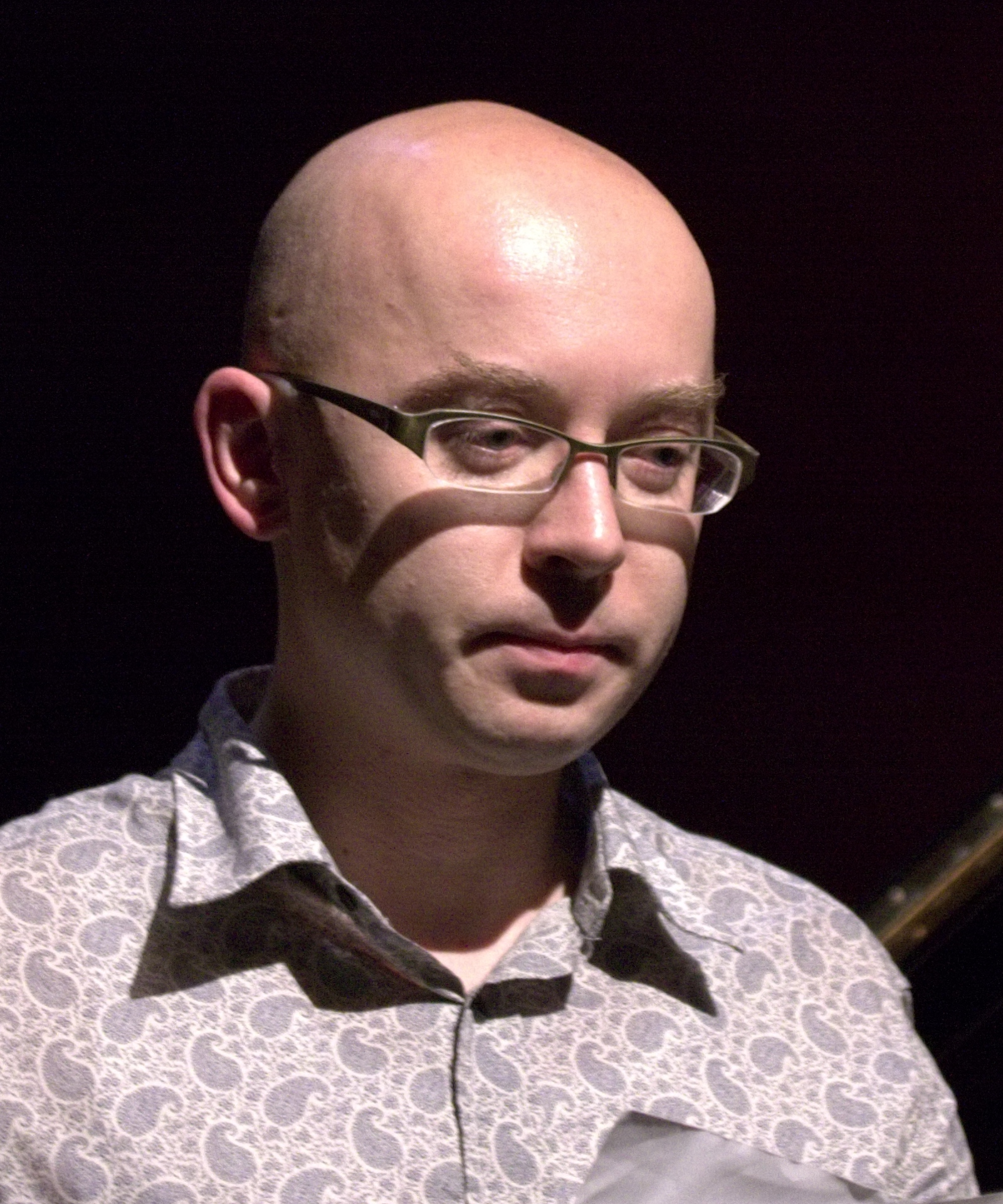
Marcin Wasilewski, najczęściej nagradzana osoba w sekcji muzyki jazzowej (12 nagród)

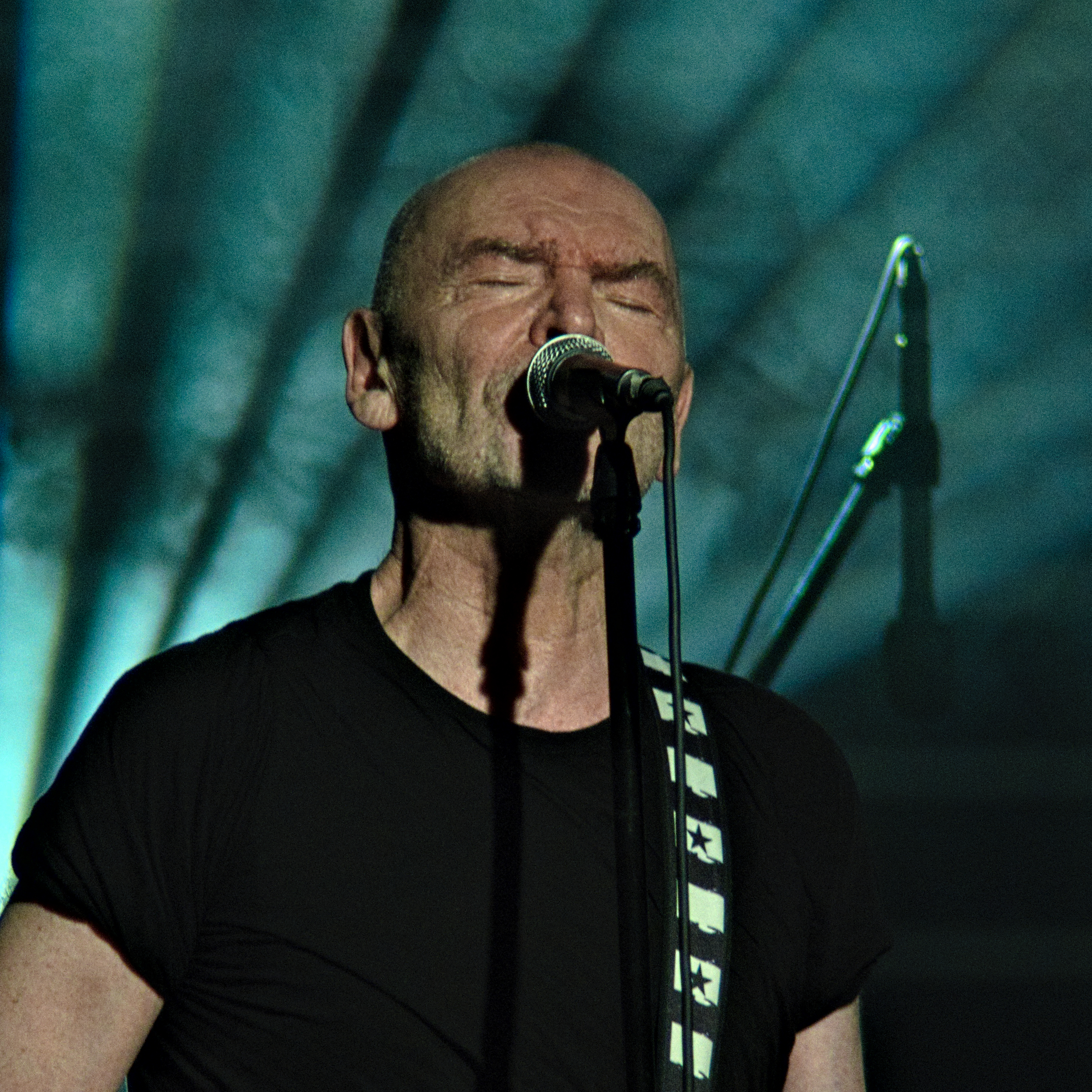
Wojciech Waglewski, druga najczęściej nominowana osoba (61 nominacji)

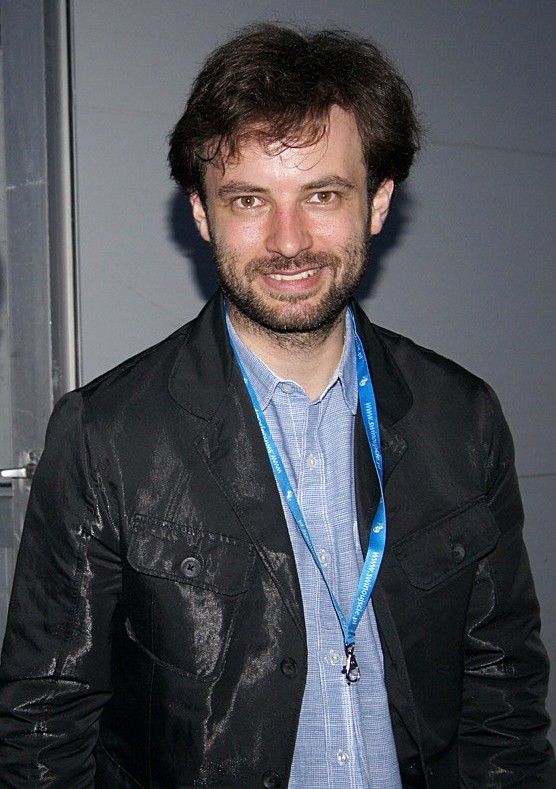
Łukasz Borowicz, najczęściej nominowana osoba w sekcji muzyki klasycznej (43 nominacje)

Opracowano na podstawie archiwum laureatów i nominowanych na stronie internetowej Fryderyków.

### Osoby/zespoły z największą liczbą nagród
| Liczba | Osoba/zespół                                                | Warianty                                                                                     | Kategorie |
| ------ | ----------------------------------------------------------- | -------------------------------------------------------------------------------------------- | --- |
| 34     | Katarzyna Nosowska                                          | - solo - z zespołem Hey                                                                      | - Artystka roku (2005, 2008, 2009) - Zespół / projekt artystyczny roku (1994, 2005, 2010) - Autor / autorka / team autorski roku (1996, 2000, 2005, 2006, 2008, 2010, 2012) - Utwór roku (2008, 2010) - Album roku rock & blues (2001, 2003, 2005, 2008, 2010, 2018) - Album roku muzyka alternatywna (1996, 2000, 2008, 2019) - Album roku piosenka poetycka i literacka (2009) - Teledysk roku (2008) - Produkcja muzyczna roku (2008, 2010) - Najlepsza oprawa graficzna (2005, 2008, 2010, 2012) - Koncert roku (1994) |
| 18     | Jacek Chrzanowski                                           | - z zespołem Hey - z zespołem Dezerter                                                       | - Zespół / projekt artystyczny roku (1994, 2005, 2010) - Utwór roku (2010) - Album roku rock & blues (2001, 2003, 2005, 2008, 2010, 2011, 2018, 2023) - Produkcja muzyczna roku (2008, 2010) - Najlepsza oprawa graficzna (2005, 2008, 2010) - Koncert roku (1994) |
| 16     | Hey                                                         |                                                                                              | - Zespół / projekt artystyczny roku (1994, 2005, 2010) - Utwór roku (2010) - Album roku rock & blues (2001, 2003, 2005, 2008, 2010, 2018) - Produkcja muzyczna roku (2008, 2010) - Najlepsza oprawa graficzna (2005, 2008, 2010) - Koncert roku (1994) |
| 15     | Anna Mikołajczyk-Niewiedział                                |                                                                                              | - Fonograficzny debiut roku (2008) - Najwybitniejsze nagranie muzyki polskiej (2006) - Album roku muzyka dawna (2006, 2008) - Album roku muzyka chóralna, oratoryjna i operowa (2008) - Album roku opera, operetka, balet (2008) - Album roku muzyka orkiestrowa (2022, 2024) - Album roku muzyka kameralna (2017, 2019) - Album roku muzyka kameralna – duety (2022, 2024) - Album roku muzyka współczesna (2008, 2016, 2017)                                                                                             |
| 15     | Orkiestra Filharmonii Narodowej                             |                                                                                              | - Najwybitniejsze nagranie muzyki polskiej (2005) - Album roku muzyka symfoniczna i koncertująca (1999, 2000, 2002, 2005, 2016) - Album roku muzyka koncertująca (2024) - Album roku muzyka orkiestrowa (2025) - Album roku muzyka współczesna (2000, 2001, 2005, 2011) - Album roku muzyka chóralna, oratoryjna i operowa (2014, 2018) - Album roku reedycje, nagrania archiwalne (2004) |
| 14     | Dawid Podsiadło                                             | - solo - z zespołem Męskie Granie Orkiestra 2018 - z zespołem Męskie Granie Orkiestra 2021   | - Artysta / artystka roku (2014) - Fonograficzny debiut roku (2014) - Kompozytor / kompozytorka / team kompozytorski roku (2019, 2020, 2023) - Autor / autorka / team autorski roku (2019) - Utwór roku (2014, 2019, 2022) - Album roku (2014) - Album roku pop (2019) - Najlepsze nagranie koncertowe (2023) - Teledysk roku (2016, 2017) |
| 14     | Paweł Krawczyk                                              | - solo - z zespołem Hey                                                                      | - Zespół / projekt artystyczny roku (2005, 2010) - Utwór roku (2010) - Album roku rock & blues (2001, 2003, 2005, 2008, 2010, 2018) - Produkcja muzyczna roku (2008, 2010) - Najlepsza oprawa graficzna (2005, 2008, 2010) |
| 13     | Maciej Starosta                                             | - z zespołem 2Tm2,3 - z zespołem Acid Drinkers - z zespołem Arka Noego - z zespołem Flapjack | - Fonograficzny debiut roku (2000) - Zespół / projekt artystyczny roku (2000, 2011) - Utwór roku (2011) - Album roku pop (2000) - Album roku metal (1998, 1999, 2000, 2004, 2009, 2011, 2024) - Najlepsza oprawa graficzna (2011) |
| 12     | Rafał Blechacz                                              |                                                                                              | - Najwybitniejsze nagranie muzyki polskiej (2008, 2010, 2024) - Album roku (2013) - Album roku muzyka symfoniczna i koncertująca (2005, 2010) - Album roku recital solowy (2005, 2008, 2009, 2024) - Najlepszy album polski za granicą (2014, 2020) |
| 12     | Grzegorz Ciechowski                                         | - solo - z zespołem Republika                                                                | - Producent / producentka / team producencki roku (1996, 1997, 2001) - Aranżer roku (1996) - Kompozytor / kompozytorka / team kompozytorski roku (1998, 2001) - Autor / autorka / team autorski roku (2001) - Album roku muzyki korzeni (1996) - Album roku muzyka ilustracyjna (2001) - Album roku reedycje, nagrania archiwalne (2002, 2004) - Złoty Fryderyk (2022) |
| 12     | Lech Janerka                                                |                                                                                              | - Artysta roku (2024) - Kompozytor / kompozytorka / team kompozytorski roku (2005, 2024) - Autor / autorka / team autorski roku (2002, 2024) - Utwór roku (2005, 2024) - Album roku muzyka alternatywna (2002, 2005, 2024) - Teledysk roku (2005) - Złoty Fryderyk (2015) |
| 12     | Marcin Wasilewski                                           | - solo - z zespołem Marcin Wasilewski Trio                                                   | - Jazzowy artysta / artystka roku (2005, 2009, 2012, 2015, 2019, 2022) - Album roku – jazz (2001, 2005, 2009, 2015, 2019, 2022) |
| 12     | Sinfonia Varsovia                                           |                                                                                              | - Najwybitniejsze nagranie muzyki polskiej (2003, 2020) - Album roku muzyka symfoniczna i koncertująca (1995, 2000, 2009, 2017) - Album roku muzyka orkiestrowa (2020) - Album roku muzyka koncertująca (2022) - Album roku recital solowy (2002) - Album roku muzyka współczesna (1996, 2003, 2004) |
| 11     | Brodka                                                      |                                                                                              | - Artysta roku (2011) - Utwór roku (2013) - Album roku pop (2011) - Album roku muzyka alternatywna (2017, 2023, 2025) - Produkcja muzyczna roku (2011) - Teledysk roku (2012, 2021, 2022, 2023) |
| 11     | Orkiestra Polskiego Radia w Warszawie                       |                                                                                              | - Najwybitniejsze nagranie muzyki polskiej (2006, 2009, 2020) - Album roku muzyka symfoniczna i koncertująca (2006) - Album roku muzyka orkiestrowa (2020) - Album roku opera, operetka, balet (2010) - Album roku muzyka oratoryjna i operowa (2020, 2024) - Album roku muzyka współczesna (2009) - Album roku nagrania archiwalne (2006) - Album roku muzyka ilustracyjna (2019) |
| 11     | Krystian Zimerman                                           |                                                                                              | - Najwybitniejsze nagranie muzyki polskiej (2012, 2016, 2023) - Album roku muzyka symfoniczna i koncertująca (2004) - Najlepszy album polski za granicą (2012, 2016, 2018, 2019, 2022, 2023) - Złoty Fryderyk (1999) |
| 10     | Emade                                                       | - solo - z zespołem Fisz Emade Tworzywo                                                      | - Zespół / projekt artystyczny roku (2022) - Produkcja muzyczna roku (2005) - Album roku rock & blues (2016, 2019) - Album roku hip hop (2006, 2009, 2012) - Album roku muzyka alternatywna (2011, 2015, 2022) |
| 10     | Narodowa Orkiestra Symfoniczna Polskiego Radia w Katowicach |                                                                                              | - Najwybitniejsze nagranie muzyki polskiej (2003, 2020) - Album roku muzyka symfoniczna i koncertująca (2001, 2003) - Album roku muzyka orkiestrowa (2020, 2021) - Album roku muzyka chóralna (2021) - Album roku muzyka współczesna (2006) - Album roku nagrania archiwalne (2004, 2006) |
| 10     | Natalia Przybysz                                            | - solo - z zespołem Sistars                                                                  | - Fonograficzny debiut roku (2003) - Zespół / projekt artystyczny roku (2004) - Utwór roku (2015) - Album roku pop (2018, 2020) - Album roku rock & blues (2015) - Album roku hip hop (2003, 2005) - Teledysk roku (2004) - Produkcja muzyczna roku (2004) |

### Osoby/zespoły z największą liczbą nominacji
| Liczba | Osoba/zespół                                                | Warianty                                      |
| ------ | ----------------------------------------------------------- | --------------------------------------------- |
| 87     | Katarzyna Nosowska                                          | solo, z zespołami Hey i Yugoton               |
| 61     | Wojciech Waglewski                                          | solo, z zespołami Voo Voo i Osjan             |
| 51     | Orkiestra Filharmonii Narodowej                             |                                               |
| 49     | Narodowa Orkiestra Symfoniczna Polskiego Radia w Katowicach |                                               |
| 44     | Sinfonia Varsovia                                           |                                               |
| 43     | Łukasz Borowicz                                             |                                               |
| 43     | Jacek Chrzanowski                                           | z zespołami Hey, Dezerter i Albert Rosenfield |
| 43     | Kayah                                                       |                                               |
| 41     | Anna Mikołajczyk-Niewiedział                                |                                               |
| 40     | Artur Rojek                                                 | solo, z zespołami Myslovitz i Lenny Valentino |
| 37     | Hey                                                         |                                               |
| 37     | Orkiestra Polskiego Radia w Warszawie                       |                                               |
| 35     | Marek Moś                                                   | solo i z zespołem Kwartet Śląski              |
| 34     | Aukso Orkiestra Kameralna Miasta Tychy                      |                                               |
| 34     | Agnieszka Chylińska                                         | solo, z zespołami O.N.A. i Chylińska          |
| 34     | Ania Dąbrowska                                              |                                               |
| 34     | Paweł Krawczyk                                              | solo, z zespołami Hey i Houk                  |
| 33     | Polski Chór Kameralny                                       |                                               |
| 32     | Brodka                                                      |                                               |
| 32     | Chór Filharmonii Narodowej                                  |                                               |
| 31     | Chór Polskiego Radia w Krakowie                             |                                               |
| 31     | Jan Łukaszewski                                             |                                               |
| 31     | Antoni Wit                                                  |                                               |
| 30     | Szymon Krzeszowiec                                          | solo i z zespołem Kwartet Śląski              |
| 30     | Jerzy Maksymiuk                                             |                                               |
| 30     | Maciej Maleńczuk                                            | solo, z zespołami Püdelsi i Homo Twist        |
| 30     | Mateusz Pospieszalski                                       | solo i z zespołem Voo Voo                     |